# 원시 인도유럽 신화

트룬홀름 태양마차, 북유럽 청동기 시대, c. 기원전 1600년경

원시 인도유럽 신화는 원시 인도유럽인과 관련이 있는 신화 및 신들의 모음으로, 이들은 가설상의 원시 인도유럽어를 사용했다. 원시 인도유럽어 사용자들이 문맹 사회에 살았기 때문에 신화적 모티프가 직접적으로 입증되지는 않지만, 비교신화학 학자들은 원시 인도유럽인의 원래 신념 체계 중 일부가 후대 전통에 남아있었다는 가정하에 인도유럽어족에서 발견되는 신화적 개념들의 유사성을 통해 세부 사항을 재구성했다.
원시 인도유럽 판테온에는 여러 신들이 확실하게 재구성되어 있다. 이들은 모두 공통 기원을 가진 동계어이며 유사한 속성과 신화체를 가지고 있다. 예를 들어, Dyḗws Ph₂tḗr, 천공신; 그의 배우자 Dʰéǵhōm, 대지모신; 그의 딸 H₂éwsōs, 새벽 여신; 그의 아들들인 신성한 쌍둥이; 그리고 각각 태양신과 월신인 Seh₂ul과 Meh₁not이 있다. 기상신인 Perkʷunos나 목축신인 Péh₂usōn과 같은 일부 신들은 제한된 수의 전통(각각 서부(즉, 유럽)와 그리스아리아인 전통)에서만 입증되었으므로, 다양한 인도유럽 방언 전체에 퍼지지 않은 후기 추가물일 수 있다.
일부 신화는 원시 인도유럽 시대까지 확실하게 거슬러 올라가는데, 이는 언어적, 주제적으로 계승된 모티프의 증거를 보여주기 때문이다. 예를 들어, 천둥과 관련된 신화적 인물이 여러 머리를 가진 뱀을 죽여 이전에 갇혀 있던 물줄기를 풀어주는 이야기, 두 형제 중 한 명이 세상을 창조하기 위해 다른 형제를 희생시키는 창조 신화, 그리고 별세계는 파수견에 의해 지켜지고 강을 건너야만 도달할 수 있다는 믿음 등이 있다.
재구된 원시 인도유럽 신화에 대한 가능한 해석에 관해서는 다양한 학파들이 존재한다. 비교 재구성에 사용되는 주요 신화는 인도이란 신화, 발트 신화, 로마 신화, 노르드 신화, 켈트 신화, 그리스 신화, 슬라브 신화, 히타이트 신화, 아르메니아 신화, 알바니아 신화이다.

## 재구 방법

### 학파
원시 인도유럽인의 신화는 직접적으로 입증된 바가 없으며, 그들의 언어를 동기 시대의 특정 문화와 관련된 고고학적 발견과 연결시키기 어렵다. 그럼에도 불구하고, 비교신화학자들은 다양한 인도유럽 민족의 신, 종교적 관습, 신화들 사이에 존재하는 언어적 및 주제적 유사성을 바탕으로 원시 인도유럽 신화의 측면들을 재구성하려 시도했다. 이 방법은 비교 방법으로 알려져 있다. 다양한 학파들이 원시 인도유럽 신화의 주제에 대해 여러 각도에서 접근해 왔다.

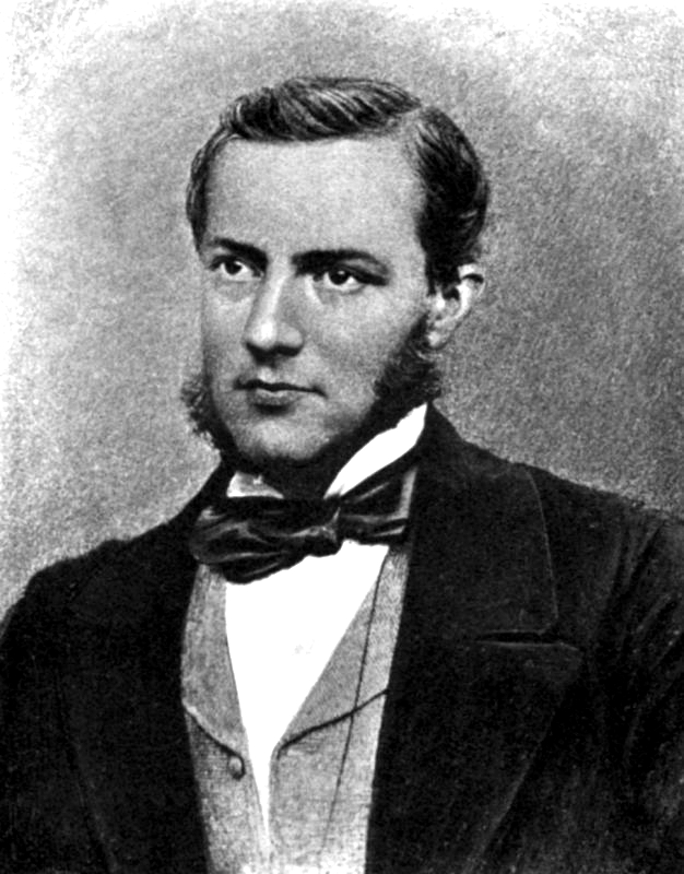
프리드리히 막스 뮐러의 초상화. 원시 인도유럽 종교 재구성의 저명한 초기 학자이자 기상 학파의 지지자이다.

기상 또는 자연주의 학파는 원시 인도유럽 신화가 하늘, 태양, 달, 새벽과 같은 자연 현상에 대한 설명으로 처음 등장했다고 주장한다. 따라서 의식은 이러한 원소 신들에 대한 숭배를 중심으로 이루어졌다. 이러한 해석은 프리드리히 막스 뮐러와 같은 초기 학자들 사이에서 인기가 있었는데, 그는 모든 신화를 근본적으로 태양 우화로 보았다. 최근 장 오드리와 마틴 L. 웨스트와 같은 일부 학자들에 의해 다시 부활했지만, 이 학파는 19세기 말에서 20세기 초에 학문적 지지를 대부분 잃었다.
19세기 후반에 처음 두각을 나타낸 의례 학파는 원시 인도유럽 신화가 다양한 의례와 종교적 관습을 설명하기 위해 고안된 이야기로 가장 잘 이해될 수 있다고 주장한다. 의례 학파의 학자들은 이러한 의례가 우주의 호의를 얻기 위해 우주를 조작하려는 시도로 해석되어야 한다고 주장한다. 이러한 해석은 20세기 초에 인기의 절정에 달했으며, 제임스 조지 프레이저와 제인 엘런 해리슨과 같은 많은 주요 초기 지지자들은 고전 학자들이었다. 의례 학파의 현대 학자인 브루스 링컨은 예를 들어, 원시 인도유럽인들이 모든 희생이 인류의 창시자가 그의 쌍둥이 형제에게 행한 최초의 희생을 재현하는 것이라고 믿었다고 주장한다.
반면 기능주의 학파는 신화가 전통 질서에 대한 메타내러티브 정당화를 통해 사회적 행동을 강화하는 이야기 역할을 했다고 주장한다. 기능주의 학파의 학자들은 조르주 뒤메질이 제안한 삼기능 체계에 크게 영향을 받았다. 이 가설은 인도유럽어를 사용하는 역사적으로 알려진 많은 집단들이 그러한 분열을 보인다는 전제하에, 성직자 계층(사제와 통치자의 종교적 및 사회적 기능 모두를 포괄), 전사 계층(폭력과 용기의 개념과 연결됨), 그리고 농부 또는 목축업자 계층(풍요와 장인 정신과 관련됨) 사이의 세 부분으로 나뉜 삼분적 이데올로기를 반영한다고 가정한다. 뒤메질의 이론은 20세기 중반 이후 인도유럽 연구에 큰 영향을 미쳤고, 일부 학자들은 여전히 그 틀 안에서 작업하고 있지만, 이는 선험적이고 너무 포괄적이어서 증명하거나 반증할 수 없다는 비판도 받았다.
구조주의 학파는 원시 인도유럽 신화가 대체로 이원론적 대립의 개념을 중심으로 이루어졌다고 주장한다. 그들은 일반적으로 모든 인간의 정신 구조가 상충되는 요소를 해결하기 위해 대립하는 패턴을 설정하도록 설계되어 있다고 주장한다. 이 접근 방식은 신화의 유전적 기원보다는 신화 영역 내의 문화적 보편성에 초점을 맞추는 경향이 있다. 예를 들어 타마즈 V. 감크렐리제와 뱌체슬라프 이바노프가 제안한 결혼의 본질에 뿌리를 둔 근본적이고 이원적인 대립이 있다. 또한 전사의 역할에서 발견되는 창조적이고 파괴적인 요소와 같이 각 기능 내에 존재하는 대립 요소를 강조함으로써 삼기능 체계를 정교화한다.

### 출처 신화

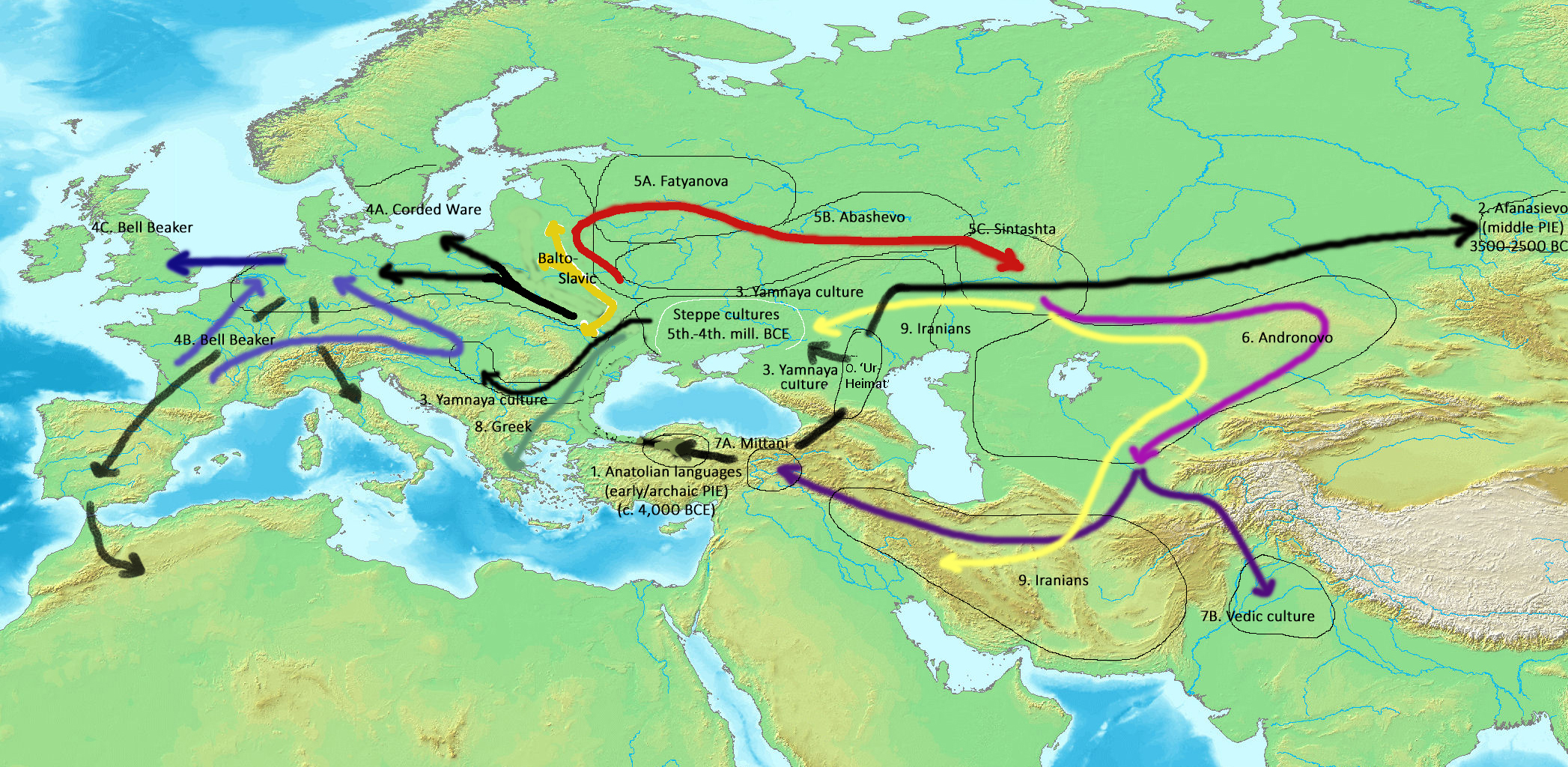
널리 받아들여지는 쿠르간 가설에 따른 기원전 4000년경부터 1000년경까지의 인도유럽어 분산 도표.

#### 창조 신화

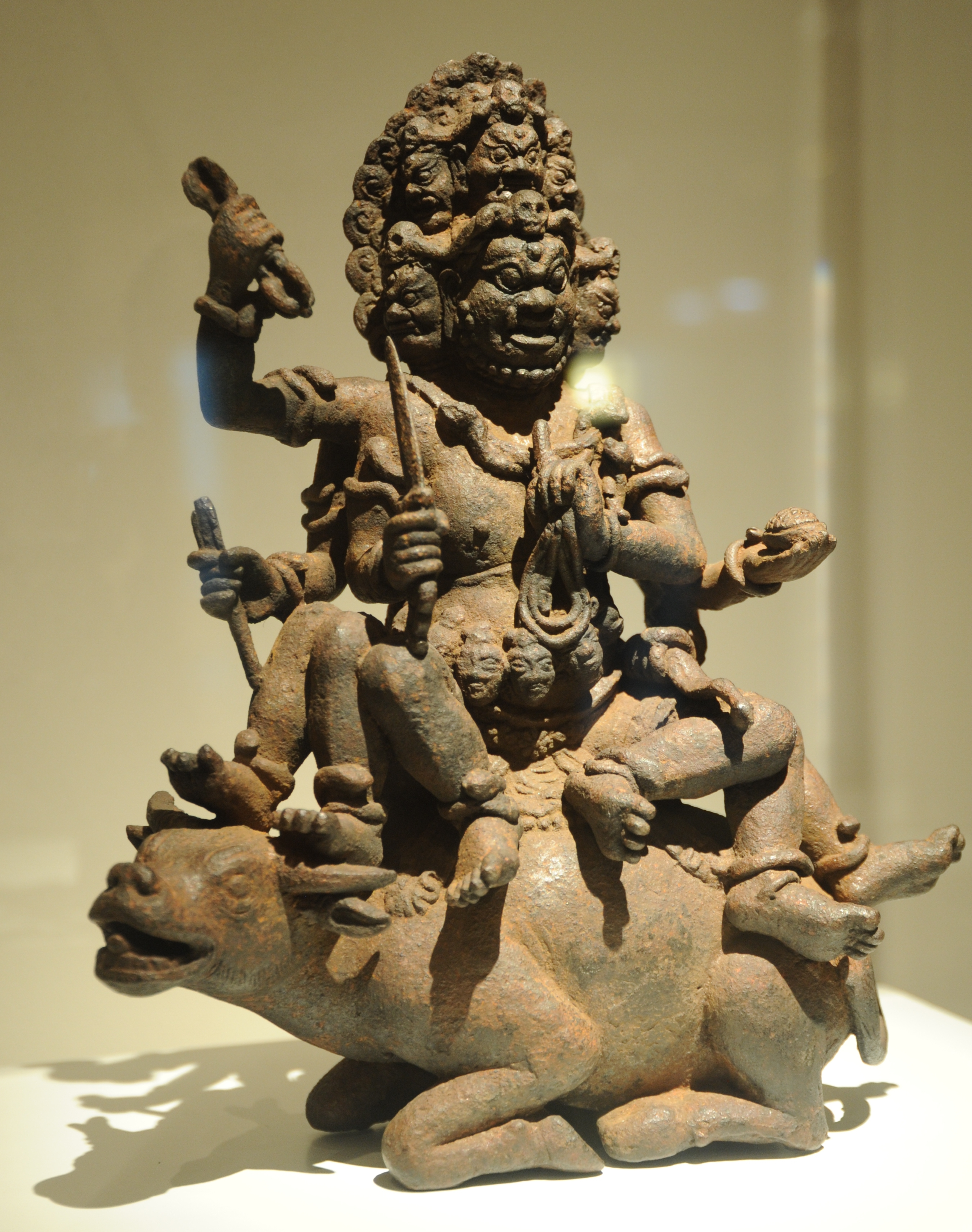
Yemo의 인도적 반영인 야마가 물소 위에 앉아 있는 모습.

#### 유산

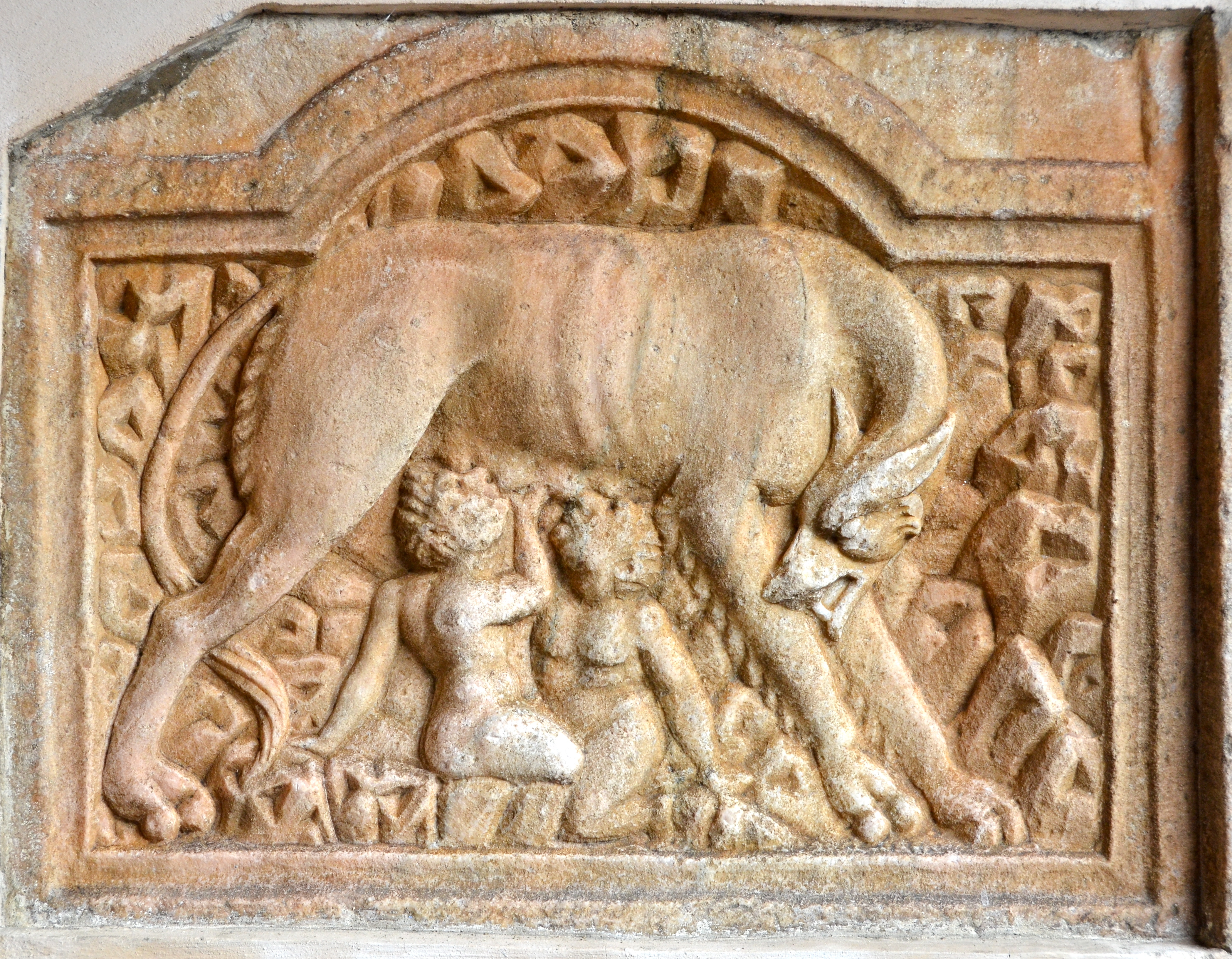
마리아 잘 대성당의 고대 로마 부조. 아기 쌍둥이 로물루스와 레무스가 암늑대에게 젖을 먹는 장면을 보여준다.

### 별세계

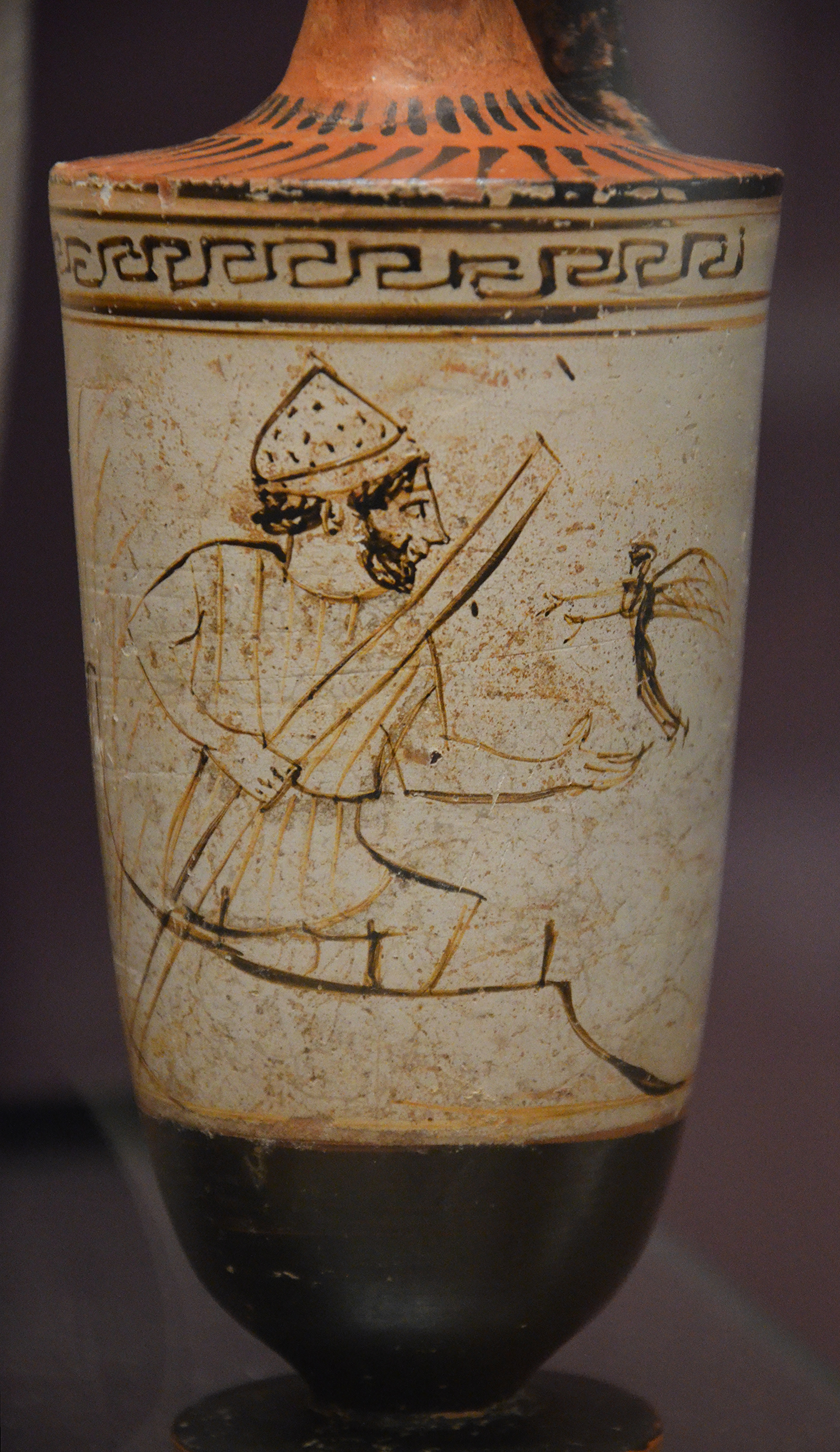
티보스 화가에게 귀속된 아티카 붉은 그림 레키토스에 카론이 자신의 배에 영혼을 환영하는 모습이 그려져 있다. 기원전 500-450년경.

## 신들

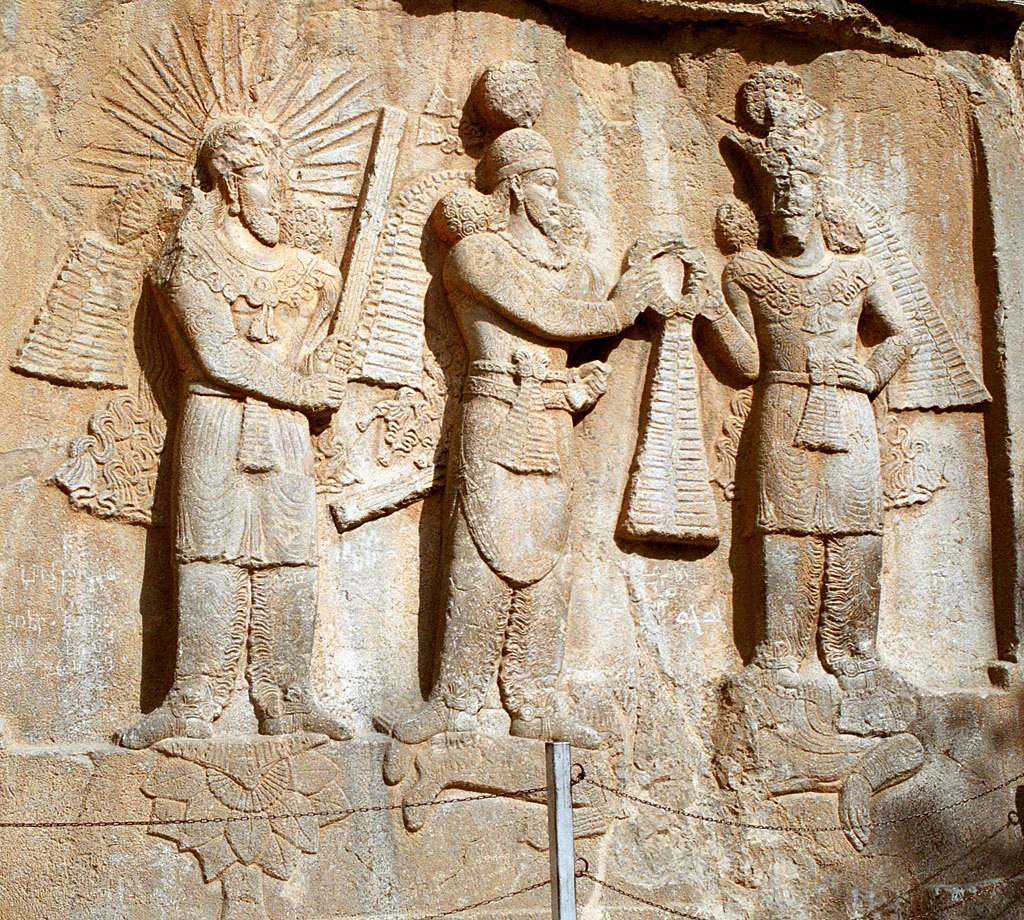
조로아스터교 신 미트라(왼쪽)와 아후라 마즈다(오른쪽), 그리고 아르다시르 2세 왕.

#### 하늘 아버지

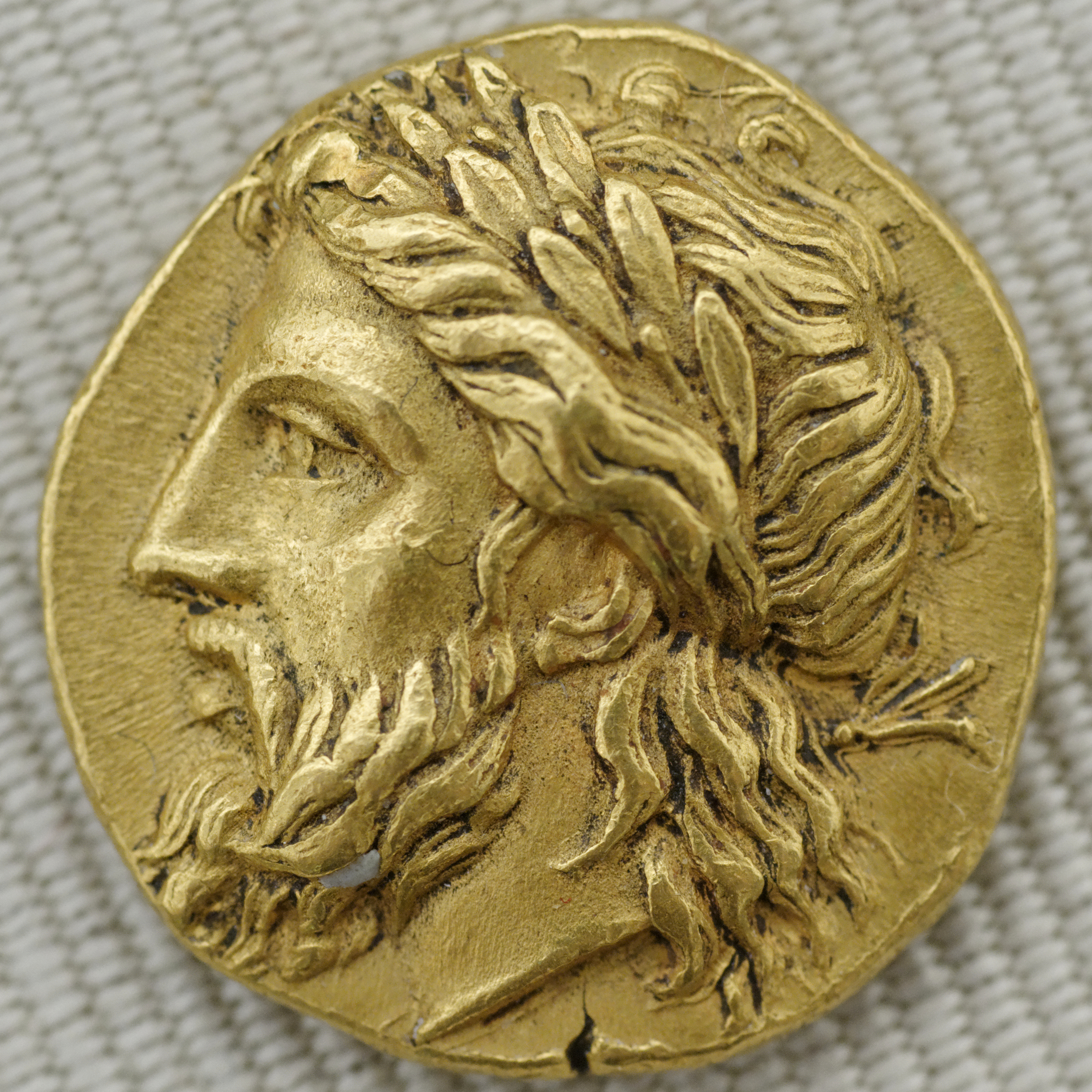
기원전 360-340년경 그리스 도시 람프사쿠스의 금 스타테르에 새겨진 월계관을 쓴 제우스의 머리.

#### 새벽의 여신

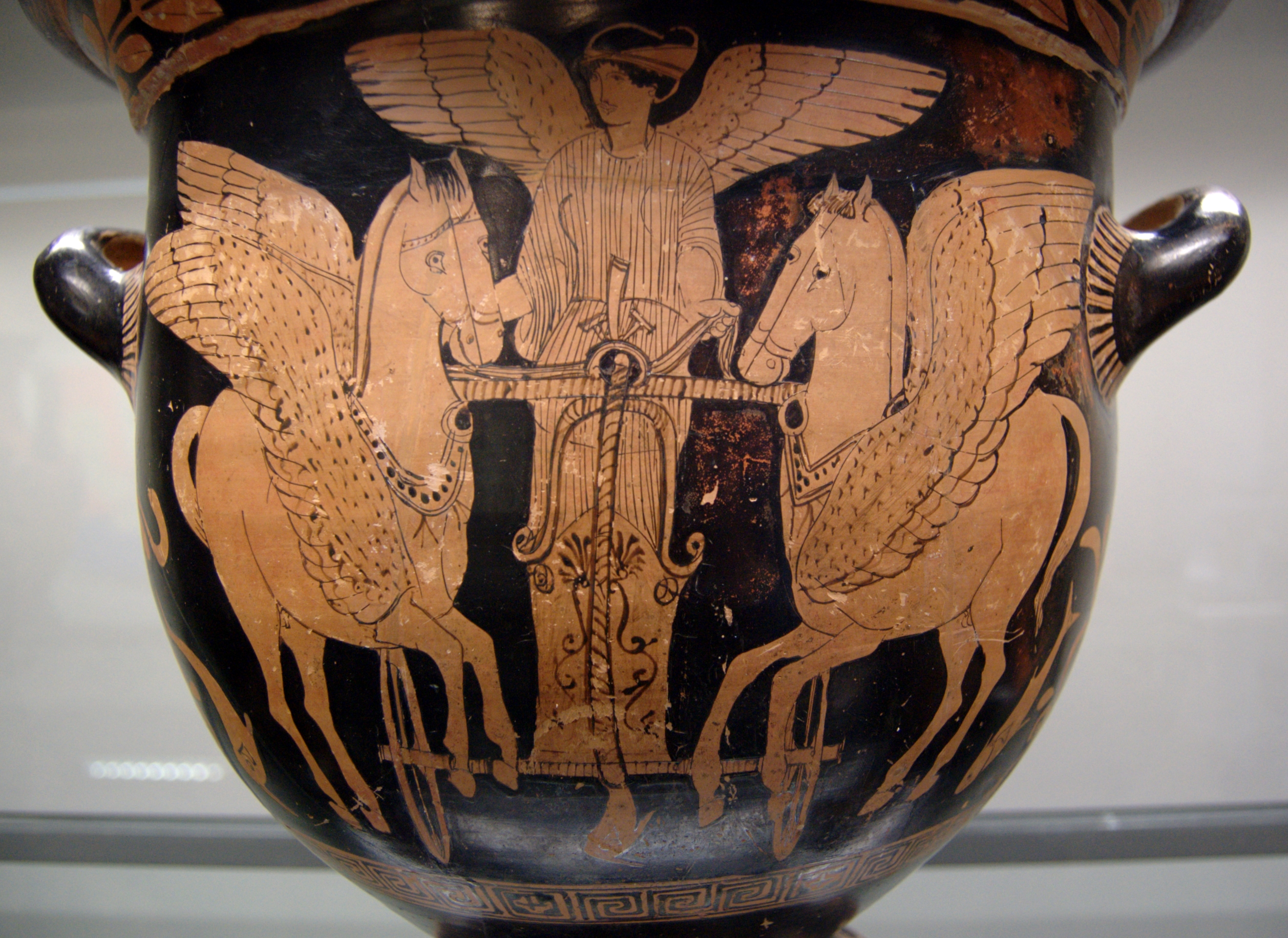
바다 위를 나는 에오스와 그녀의 전차, 기원전 430-420년경 남부 이탈리아의 붉은 그림 크라테르, 뮌헨 슈타틀리헤 안티켄삼믈룽겐.

#### 태양과 달

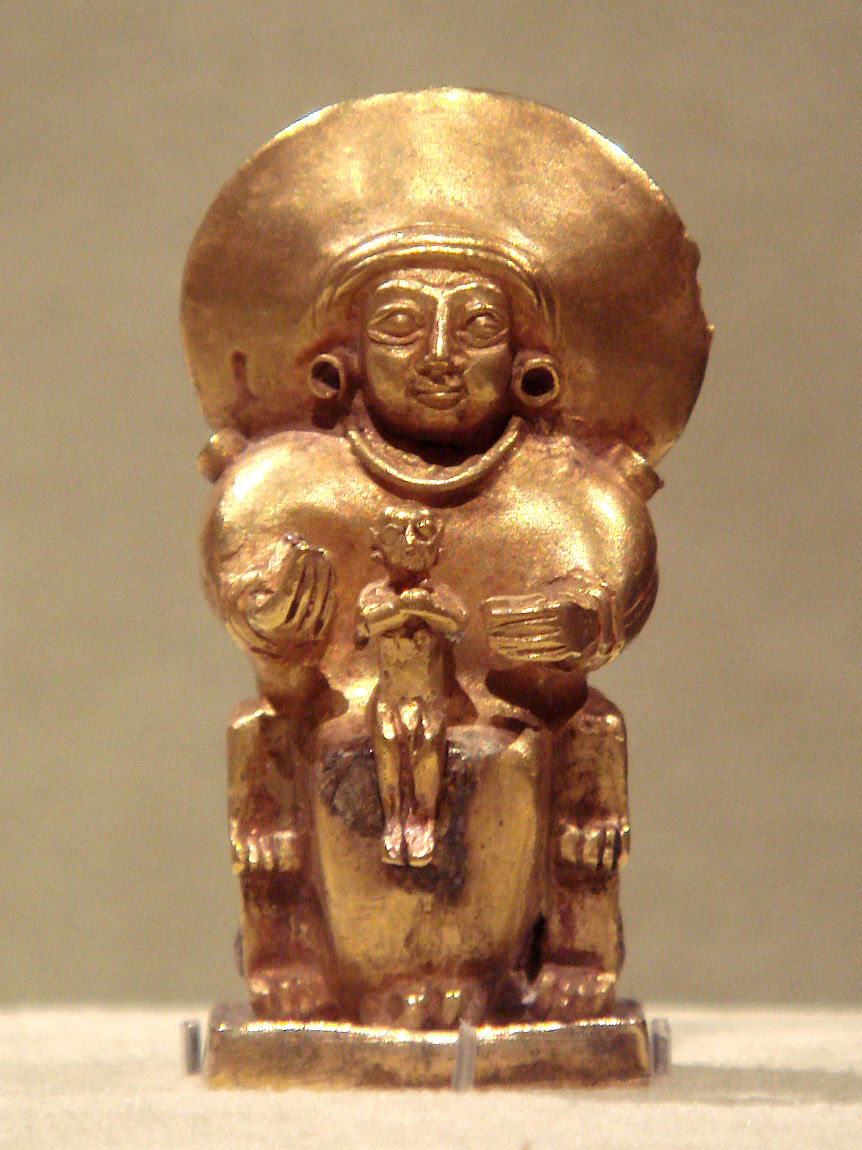
기원전 1400년에서 1200년 사이에 제작된, 아이를 안고 있는 히타이트 태양 여신의 모습으로 추정된다.

#### 신성한 쌍둥이

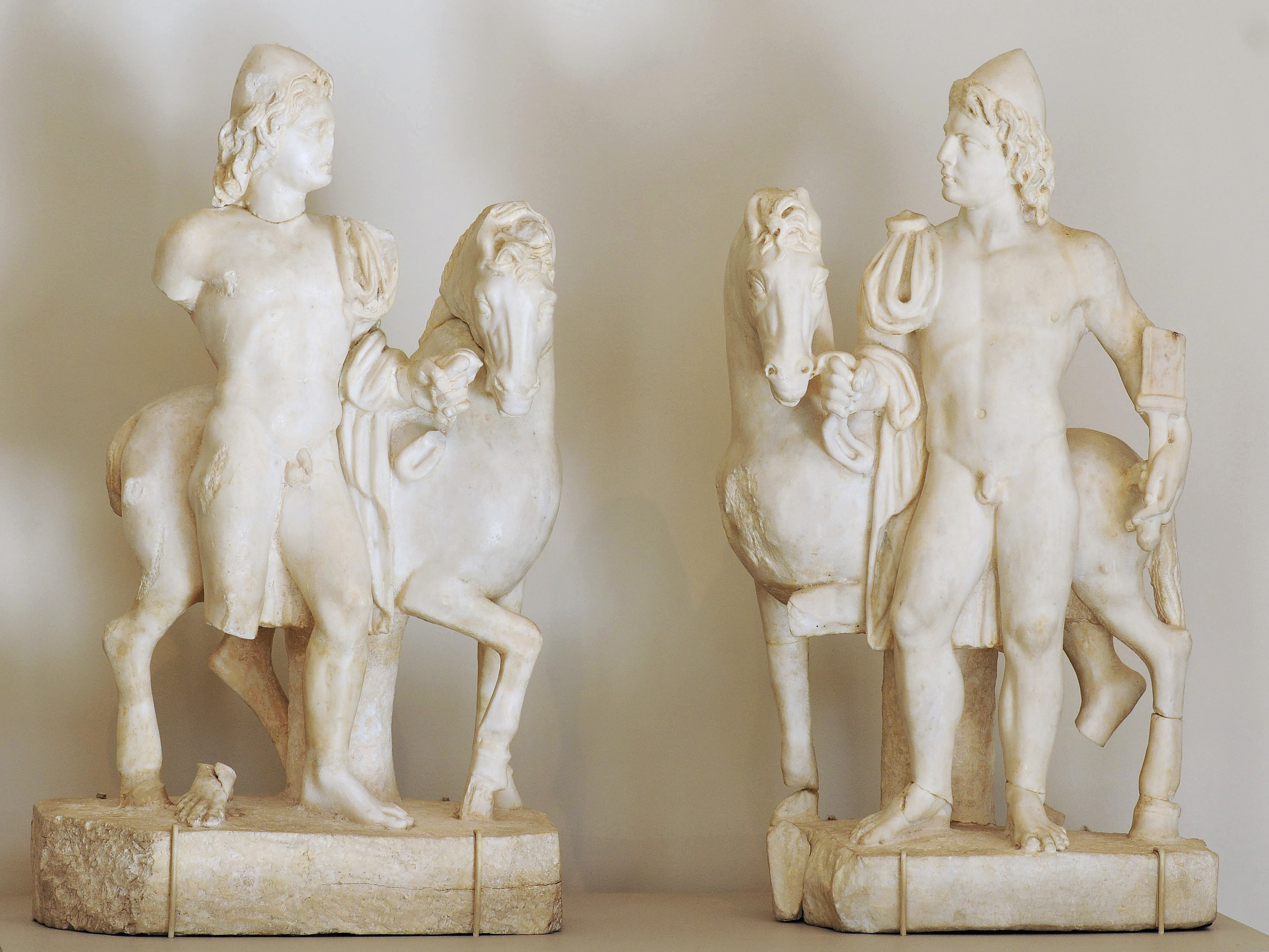
기원후 3세기 로마 조각상 쌍. 디오스쿠로이를 특징적인 두개골 모자(메트로폴리탄 미술관, 뉴욕)를 쓴 기마병으로 묘사한다.

#### 불의 신들

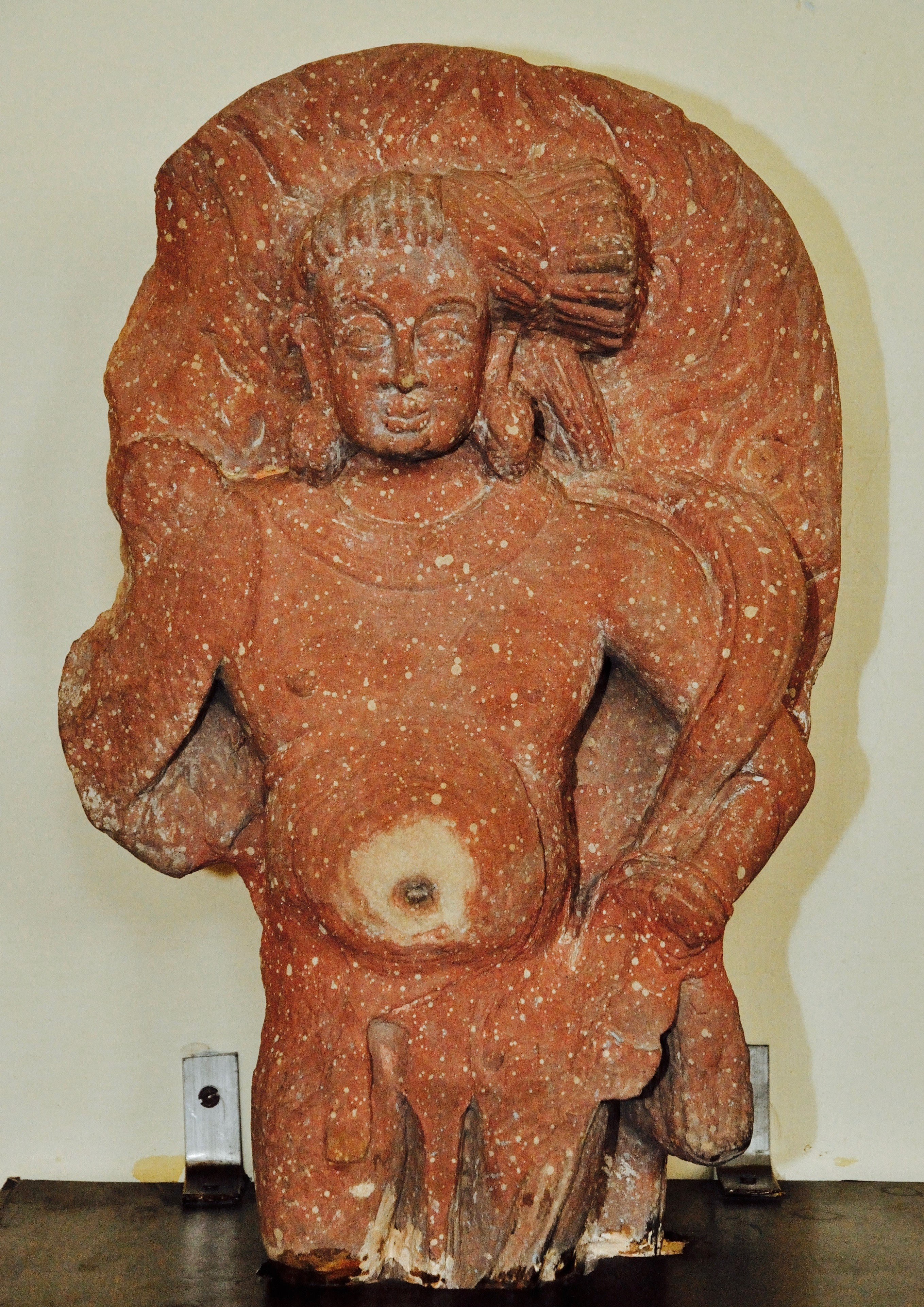
기원후 3세기 이전, 쿠샨 제국의 아그니, 베다의 불의 신상.